# CHOM-FM
CHOM-FM ( 97.7 FM )，是一家位于魁北克蒙特利尔的调频广播电台。该电台由贝尔传媒持有，主要播出摇滚乐。其发射器位于皇家山，发射功率为41.2千瓦。